# Championnat d'Europe masculin de volley-ball 2021
Navigation
France/Belgique/Pays-Bas/Slovénie 2019 Italie/Bulgarie/Macédoine du Nord/Israël 2023
Le 32e Championnat d'Europe masculin de volley-ball a lieu en Pologne, en Tchéquie, en Estonie et en Finlande du 1er au 19 septembre 2021.

## Équipes présentes
| Voie de qualification                          | Qualifié |
| ---------------------------------------------- | --- |
| Pays hôtes (qualifiés d'office)                | - Pologne - Tchéquie - Finlande - Estonie |
| Championnat d'Europe 2019 (qualifiés d'office) | - Serbie - Slovénie - France - Russie - Italie - Ukraine - Allemagne - Belgique                                                                      |
| Vainqueurs de Poule                            | - Pays-Bas (Poule A) - Bulgarie (Poule B) - Turquie (Poule C) - Lettonie (Poule D) - Slovaquie (Poule E) - Monténégro (Poule F) - Portugal (Poule G) |
| Meilleurs seconds (rattrapage)                 | - Macédoine du Nord (2è Poule C) - Espagne (2è Poule D) - Grèce (2è Poule F) - Croatie (2è Poule A) - Biélorussie (2è Poule G)                       |

## Tour préliminaire

### Composition des groupes
| Poule A                                               | Poule B                                                         | Poule C                                                           | Poule D                                                    |
| ----------------------------------------------------- | --------------------------------------------------------------- | ----------------------------------------------------------------- | ---------------------------------------------------------- |
| Hôte : Pologne Belgique Serbie Ukraine Grèce Portugal | Hôte : Tchéquie Italie Slovénie Bulgarie Biélorussie Monténégro | Hôte : Finlande Russie Pays-Bas Turquie Espagne Macédoine du Nord | Hôte : Estonie Lettonie France Allemagne Slovaquie Croatie |

|  | Qualifié pour les Huitièmes de finale |

## Sites des compétitions
Le tournoi se déroule sur 4 sites différents : Estonie, Finlande, Pologne et Tchéquie.
| Cracovie (Poule A) | Cracovie (Poule A)                                     | Gdańsk (Huitième de finale, Quart de finale) | Gdańsk (Huitième de finale, Quart de finale) | Katowice (Demi-finale, Finale) | Katowice (Demi-finale, Finale) |
| --- | ------------------------------------------------------ | -------------------------------------------- | -------------------------------------------- | ------------------------------ | ------------------------------ |
| Tauron Arena | Tauron Arena                                           | Ergo Arena                                   | Ergo Arena                                   | Spodek                         | Spodek                         |
| Capacité : 15,030 | Capacité : 15,030                                      | Capacité : 11,409                            | Capacité : 11,409                            | Capacité : 11,500              | Capacité : 11,500              |
| |                                                        |                                              |                                              |                                |                                |
| [[Fichier:Europe laea location map with borders.svg\|600px\|{{#if:\|{{{alt}}}\|Championnat d'Europe masculin de volley-ball 2021 est dans la page Europe .]]Cracovie Gdańsk Katowice Ostrava Tampere Tallinn Championnat d'Europe masculin de volley-ball 2021 (Europe) |                                                        |                                              |                                              |                                |                                |
| Ostrava (Poule B, Huitième de finale, Quart de finale) | Ostrava (Poule B, Huitième de finale, Quart de finale) | Tampere (Poule C)                            | Tampere (Poule C)                            | Tallinn (Poule D)              | Tallinn (Poule D)              |
| Ostravar Aréna | Ostravar Aréna                                         | Patinoire de Tampere                         | Patinoire de Tampere                         | Saku Suurhall                  | Saku Suurhall                  |
| Capacité : 10,000 | Capacité : 10,000                                      | Capacité : 7,300                             | Capacité : 7,300                             | Capacité : 7,200               | Capacité : 7,200               |
| |                                                        |                                              |                                              |                                |                                |

### Poule A
| # | Équipe   | Pts | J | G | Gt | Pt | P | Sp | Sc | Ratio | Pp  | Pc  | Ratio |
| 1 | Pologne  | 14  | 5 | 4 | 1  | 0  | 0 | 15 | 4  | 3.75  | 453 | 381 | 1.189 |
| 2 | Serbie   | 12  | 5 | 3 | 1  | 1  | 0 | 14 | 7  | 2     | 491 | 432 | 1.137 |
| 3 | Ukraine  | 7   | 5 | 1 | 2  | 0  | 2 | 9  | 11 | 0.818 | 446 | 446 | 1     |
| 4 | Portugal | 6   | 5 | 1 | 1  | 1  | 2 | 10 | 12 | 0.833 | 459 | 502 | 0.914 |
| 5 | Belgique | 4   | 5 | 1 | 0  | 1  | 3 | 7  | 12 | 0.583 | 408 | 435 | 0.938 |
| 6 | Grèce    | 2   | 5 | 0 | 0  | 2  | 3 | 6  | 15 | 0.4   | 434 | 495 | 0.877 |

### Poule B
| # | Équipe      | Pts | J | G | Gt | Pt | P | Sp | Sc | Ratio | Pp  | Pc  | Ratio |
| 1 | Italie      | 15  | 5 | 5 | 0  | 0  | 0 | 15 | 2  | 7.5   | 418 | 336 | 1.244 |
| 2 | Slovénie    | 9   | 5 | 3 | 0  | 0  | 2 | 10 | 6  | 1.667 | 379 | 329 | 1.152 |
| 3 | Bulgarie    | 8   | 5 | 2 | 1  | 0  | 2 | 10 | 9  | 1.111 | 415 | 405 | 1.025 |
| 4 | Tchéquie    | 7   | 5 | 2 | 0  | 1  | 2 | 7  | 10 | 0.7   | 438 | 446 | 0.982 |
| 5 | Biélorussie | 6   | 5 | 2 | 0  | 0  | 3 | 7  | 10 | 0.7   | 348 | 390 | 0.892 |
| 6 | Monténégro  | 0   | 5 | 0 | 0  | 0  | 5 | 0  | 15 | 0     | 291 | 383 | 0.76  |

### Poule C
| # | Équipe            | Pts | J | G | Gt | Pt | P | Sp | Sc | Ratio | Pp  | Pc  | Ratio |
| 1 | Pays-Bas          | 13  | 5 | 4 | 0  | 1  | 0 | 14 | 5  | 2.8   | 447 | 425 | 1.052 |
| 2 | Russie            | 11  | 5 | 3 | 1  | 0  | 1 | 13 | 7  | 1.857 | 464 | 396 | 1.172 |
| 3 | Turquie           | 10  | 5 | 3 | 0  | 1  | 1 | 12 | 8  | 1.5   | 476 | 445 | 1.07  |
| 4 | Finlande          | 8   | 5 | 2 | 1  | 0  | 2 | 11 | 9  | 1.222 | 455 | 437 | 1.041 |
| 5 | Espagne           | 3   | 5 | 1 | 0  | 0  | 4 | 5  | 13 | 0.385 | 400 | 443 | 0.903 |
| 6 | Macédoine du Nord | 0   | 5 | 0 | 0  | 0  | 5 | 2  | 15 | 0.133 | 329 | 425 | 0.774 |

### Poule D
| # | Équipe    | Pts | J | G | Gt | Pt | P | Sp | Sc | Ratio | Pp  | Pc  | Ratio |
| 1 | France    | 15  | 5 | 5 | 0  | 0  | 0 | 15 | 1  | 15    | 397 | 317 | 1.252 |
| 2 | Allemagne | 11  | 5 | 3 | 1  | 0  | 1 | 13 | 6  | 2.167 | 463 | 389 | 1.19  |
| 3 | Croatie   | 7   | 5 | 1 | 2  | 0  | 2 | 9  | 11 | 0.818 | 443 | 461 | 0.961 |
| 4 | Lettonie  | 5   | 5 | 1 | 0  | 2  | 2 | 8  | 13 | 0.615 | 434 | 489 | 0.888 |
| 5 | Slovaquie | 4   | 5 | 0 | 1  | 2  | 2 | 8  | 14 | 0.571 | 453 | 502 | 0.902 |
| 6 | Estonie   | 3   | 5 | 0 | 1  | 1  | 3 | 6  | 14 | 0.429 | 414 | 446 | 0.928 |

## Phase finale
Les finales se déroulent à Katowice.
|  | Huitièmes de finale           | Huitièmes de finale            |          |                              | Quarts de finale             | Quarts de finale             |   |  | Demi-finales                   | Demi-finales                   |  |  | Finale                       | Finale                       |
|  | Huitièmes de finale           | Huitièmes de finale            |          |                              | Quarts de finale             | Quarts de finale             |   |  | Demi-finales                   | Demi-finales                   |  |  | Finale                       | Finale                       |
|  |                               |                                |          |                              |                              |                              |   |  |                                |                                |  |  |                              |                              |
|  | 11 septembre à 20h30, Gdańsk  | 11 septembre à 20h30, Gdańsk   |          |                              | 14 septembre à 20h30, Gdańsk | 14 septembre à 20h30, Gdańsk |   |  | 18 septembre à 17h30, Katowice | 18 septembre à 17h30, Katowice |  |  | 19 septembre à ?h?, Katowice | 19 septembre à ?h?, Katowice |
|  | 11 septembre à 20h30, Gdańsk  | 11 septembre à 20h30, Gdańsk   |          |                              | 14 septembre à 20h30, Gdańsk | 14 septembre à 20h30, Gdańsk |   |  | 18 septembre à 17h30, Katowice | 18 septembre à 17h30, Katowice |  |  | 19 septembre à ?h?, Katowice | 19 septembre à ?h?, Katowice |
|  | Pologne                       | 3                              |          |                              | 14 septembre à 20h30, Gdańsk | 14 septembre à 20h30, Gdańsk |   |  | 18 septembre à 17h30, Katowice | 18 septembre à 17h30, Katowice |  |  | 19 septembre à ?h?, Katowice | 19 septembre à ?h?, Katowice |
|  | Pologne                       | 3                              |          |                              | 14 septembre à 20h30, Gdańsk | 14 septembre à 20h30, Gdańsk |   |  | 18 septembre à 17h30, Katowice | 18 septembre à 17h30, Katowice |  |  | 19 septembre à ?h?, Katowice | 19 septembre à ?h?, Katowice |
|  | Finlande                      | 0                              |          |                              | 14 septembre à 20h30, Gdańsk | 14 septembre à 20h30, Gdańsk |   |  | 18 septembre à 17h30, Katowice | 18 septembre à 17h30, Katowice |  |  | 19 septembre à ?h?, Katowice | 19 septembre à ?h?, Katowice |
|  | Finlande                      | 0                              | Pologne  | 3                            |                              |                              |   |  | 18 septembre à 17h30, Katowice | 18 septembre à 17h30, Katowice |  |  | 19 septembre à ?h?, Katowice | 19 septembre à ?h?, Katowice |
|  | 11 septembre à 17h30, Gdańsk  |                                | Pologne  | 3                            |                              |                              |   |  | 18 septembre à 17h30, Katowice | 18 septembre à 17h30, Katowice |  |  | 19 septembre à ?h?, Katowice | 19 septembre à ?h?, Katowice |
|  |                               | Russie                         | 0        |                              |                              |                              |   |  | 18 septembre à 17h30, Katowice | 18 septembre à 17h30, Katowice |  |  | 19 septembre à ?h?, Katowice | 19 septembre à ?h?, Katowice |
|  | Russie                        | Russie                         | 0        | 3                            |                              |                              |   |  | 18 septembre à 17h30, Katowice | 18 septembre à 17h30, Katowice |  |  | 19 septembre à ?h?, Katowice | 19 septembre à ?h?, Katowice |
|  | Russie                        | 15 septembre à 19h00, Ostrava  |          | 3                            |                              |                              |   |  | 18 septembre à 17h30, Katowice | 18 septembre à 17h30, Katowice |  |  | 19 septembre à ?h?, Katowice | 19 septembre à ?h?, Katowice |
|  | Ukraine                       | 1                              |          |                              |                              |                              |   |  | 18 septembre à 17h30, Katowice | 18 septembre à 17h30, Katowice |  |  | 19 septembre à ?h?, Katowice | 19 septembre à ?h?, Katowice |
|  | Ukraine                       | 1                              | Pologne  | 1                            |                              |                              |   |  |                                |                                |  |  | 19 septembre à ?h?, Katowice | 19 septembre à ?h?, Katowice |
|  | 13 septembre à 19h00, Ostrava |                                | Pologne  | 1                            |                              |                              |   |  |                                |                                |  |  | 19 septembre à ?h?, Katowice | 19 septembre à ?h?, Katowice |
|  |                               | Slovénie                       | 3        |                              |                              |                              |   |  |                                |                                |  |  | 19 septembre à ?h?, Katowice | 19 septembre à ?h?, Katowice |
|  | France                        | Slovénie                       | 3        | 0                            |                              |                              |   |  |                                |                                |  |  | 19 septembre à ?h?, Katowice | 19 septembre à ?h?, Katowice |
|  | France                        | 18 septembre à 20h30, Katowice |          | 0                            |                              |                              |   |  |                                |                                |  |  | 19 septembre à ?h?, Katowice | 19 septembre à ?h?, Katowice |
|  | Tchéquie                      | 3                              |          |                              |                              |                              |   |  |                                |                                |  |  | 19 septembre à ?h?, Katowice | 19 septembre à ?h?, Katowice |
|  | Tchéquie                      | 3                              | Tchéquie | 0                            |                              |                              |   |  |                                |                                |  |  | 19 septembre à ?h?, Katowice | 19 septembre à ?h?, Katowice |
|  | 13 septembre à 16h00, Ostrava |                                | Tchéquie | 0                            |                              |                              |   |  |                                |                                |  |  | 19 septembre à ?h?, Katowice | 19 septembre à ?h?, Katowice |
|  |                               | Slovénie                       | 3        |                              |                              |                              |   |  |                                |                                |  |  | 19 septembre à ?h?, Katowice | 19 septembre à ?h?, Katowice |
|  | Slovénie                      | Slovénie                       | 3        | 3                            |                              |                              |   |  |                                |                                |  |  | 19 septembre à ?h?, Katowice | 19 septembre à ?h?, Katowice |
|  | Slovénie                      | 14 septembre à 17h30, Gdańsk   |          | 3                            |                              |                              |   |  |                                |                                |  |  | 19 septembre à ?h?, Katowice | 19 septembre à ?h?, Katowice |
|  | Croatie                       | 1                              |          |                              |                              |                              |   |  |                                |                                |  |  | 19 septembre à ?h?, Katowice | 19 septembre à ?h?, Katowice |
|  | Croatie                       | 1                              | Slovénie | 2                            |                              |                              |   |  |                                |                                |  |  |                              |                              |
|  | 12 septembre à 17h30, Gdańsk  |                                | Slovénie | 2                            |                              |                              |   |  |                                |                                |  |  |                              |                              |
|  |                               | Italie                         | 3        |                              |                              |                              |   |  |                                |                                |  |  |                              |                              |
|  | Pays-Bas                      | Italie                         | 3        | 3                            |                              |                              |   |  |                                |                                |  |  |                              |                              |
|  | Pays-Bas                      |                                |          | 3                            |                              |                              |   |  |                                |                                |  |  |                              |                              |
|  | Portugal                      | 2                              |          |                              |                              |                              |   |  |                                |                                |  |  |                              |                              |
|  | Portugal                      | 2                              | Pays-Bas | 0                            |                              |                              |   |  |                                |                                |  |  |                              |                              |
|  | 12 septembre à 20h30, Gdańsk  |                                | Pays-Bas | 0                            |                              |                              |   |  |                                |                                |  |  |                              |                              |
|  |                               | Serbie                         | 3        |                              |                              |                              |   |  |                                |                                |  |  |                              |                              |
|  | Serbie                        | Serbie                         | 3        | 3                            |                              |                              |   |  |                                |                                |  |  |                              |                              |
|  | Serbie                        | 15 septembre à 16h00, Ostrava  |          | 3                            |                              |                              |   |  |                                |                                |  |  |                              |                              |
|  | Turquie                       | 2                              |          |                              |                              |                              |   |  |                                |                                |  |  |                              |                              |
|  | Turquie                       | 2                              | Serbie   | 1                            |                              |                              |   |  |                                |                                |  |  |                              |                              |
|  | 12 septembre à 16h00, Ostrava |                                | Serbie   | 1                            |                              |                              |   |  |                                |                                |  |  |                              |                              |
|  |                               | Italie                         | 3        |                              |                              |                              |   |  |                                |                                |  |  |                              |                              |
|  | Italie                        | Italie                         | 3        | 3                            |                              |                              |   |  |                                |                                |  |  |                              |                              |
|  | Italie                        |                                |          | 3                            |                              |                              |   |  |                                |                                |  |  |                              |                              |
|  | Lettonie                      | 0                              |          | Match pour la 3e place       | Match pour la 3e place       |                              |   |  |                                |                                |  |  |                              |                              |
|  | Lettonie                      | 0                              | Italie   | Match pour la 3e place       | Match pour la 3e place       | 3                            |   |  |                                |                                |  |  |                              |                              |
|  | 12 septembre à 19h00, Ostrava | 12 septembre à 19h00, Ostrava  | Italie   | 19 septembre à ?h?, Katowice | 19 septembre à ?h?, Katowice | 3                            |   |  |                                |                                |  |  |                              |                              |
|  | 12 septembre à 19h00, Ostrava | 12 septembre à 19h00, Ostrava  |          | 19 septembre à ?h?, Katowice | 19 septembre à ?h?, Katowice | Allemagne                    | 0 |  |                                |                                |  |  |                              |                              |
|  | Allemagne                     | 3                              | Pologne  | 3                            |                              | Allemagne                    | 0 |  |                                |                                |  |  |                              |                              |
|  | Allemagne                     | 3                              | Pologne  | 3                            |                              |                              |   |  |                                |                                |  |  |                              |                              |
|  | Bulgarie                      | 1                              |          | Serbie                       | 0                            |                              |   |  |                                |                                |  |  |                              |                              |
|  | Bulgarie                      | 1                              |          | Serbie                       | 0                            |                              |   |  |                                |                                |  |  |                              |                              |

## Classement final
| Place              | Équipe            |
| ------------------ | ----------------- |
| Médaille d'or      | Italie            |
| Médaille d'argent  | Slovénie          |
| Médaille de bronze | Pologne           |
| 4                  | Serbie            |
| 5                  | Pays-Bas          |
| 6                  | Allemagne         |
| 7                  | Russie            |
| 8                  | Tchéquie          |
| 9                  | France            |
| 10                 | Turquie           |
| 11                 | Finlande          |
| 12                 | Bulgarie          |
| 13                 | Ukraine           |
| 14                 | Croatie           |
| 15                 | Portugal          |
| 16                 | Lettonie          |
| 17                 | Biélorussie       |
| 18                 | Belgique          |
| 19                 | Slovaquie         |
| 20                 | Espagne           |
| 21                 | Estonie           |
| 22                 | Grèce             |
| 23                 | Macédoine du Nord |
| 24                 | Monténégro        |